# Ramularia anthemidis
Ramularia anthemidis är en svampart som beskrevs av Hollós 1907. Ramularia anthemidis ingår i släktet Ramularia och familjen Mycosphaerellaceae.   Inga underarter finns listade i Catalogue of Life.